# The Coffin Dancer
El bailarín de la muerte es una novela de Jeffery Deaver publicada en 1998. Es la segunda en la serie del personaje Lincoln Rhyme, un criminalista forense tetrapléjico.

## Argumento
Tres pilotos de una agencia aérea con problemas económicos observan sin querer como un traficante de armas arroja evidencias al mar, a la vez se está armando un juicio contra el traficante el cual contrata a un misterio asesino a sueldo conocido como el bailarín de la muerte para eliminar a los testigos en su contra. El bailarín logra asesinar a uno de ellos colocando una bomba afuera de su avión. Quedando dos testigos vivos y 45 horas antes del inicio del juicio la policía y el FBI están desesperados por mantener a los dos últimos a salvo y por encontrar al asesino detrás del atentado. Rhyme está más interesado en encontrar al bailarín. Abandona su caso actual y se sumerge en el intento de atrapar al bailarín, en una revancha por un hecho de hace cinco años. Amelia Sachs, sus brazos y piernas, es enviada a todas las escenas del crimen con la esperanza de encontrar ese fragmento de evidencia para detener al asesino. Las escenas del crimen se amontonan a medida que se acercan a su hombre y entonces alguna vez podrían aspirar a serlo, pero aun así él las supera. Este juego del gato y el ratón que juegan termina muchas vidas, solo para salvar a los dos.

## Personajes
Lincoln Rhyme- un criminalista tetrapléjico, quien había sido el jefe de la División de Investigación de la policía de Nueva York antes de sufrir un accidente en una escena del crimen en una estación de metro, cuando una viga cayó sobre él rompiéndole una vértebra y dejándole sólo la capacidad de mover su dedo anular izquierdo, hombros y cabeza. En este caso lo motivará una revancha contra el bailarín el cual puso una bomba en una escena del crimen hace cinco años, asesinado a 2 técnicos de Rhyme.
Amelia Sachs - Oficial de policía de 33 años que desde hace un año cuando persiguió al coleccionista de huesos se convirtió en los ojos y piernas de Lincoln Rhyme. 
Thom - El asistente a tiempo completo de Lincoln Rhyme
- Datos: Q962909